# Rasim Konyar
Rasim Konyar (* 1951 in İstanbul, Türkei) ist ein türkischer Filmschaffender und bildender Künstler.
In Deutschland gewann er 1986 einen Preis für ein Filmszenario mit dem Titel Vatan Yolu (dt.: Der Weg in die Heimat) über die schwierige Rückkehr türkischer Gastarbeiter in ihr Herkunftsland und erhielt 1987 die Möglichkeit den Film, der später unter dem Titel Vatanyolu – Die Heimreise auf internationalen Festivals gezeigt wurde, zusammen mit Enis Günay in der BRD zu produzieren. 
Nach längerem künstlerischen Aufenthalt in Kalifornien vornehmlich als bildender Künstler (Skulpturen und Malerei) lebt Konyar jetzt wieder in Istanbul.